# Сільськогосподарський район штату Пернамбуку (мезорегіон)

Сільськогосподарський район штату Пернамбуку (порт. Mesorregião do Agreste Pernambucano) — адміністративно-статистичний мезорегіон в Бразилії. Один із п'яти мезорегіонів штату Пернамбуку. Мезорегіон формується шляхом  об'єднання складових частин — шести мікрорегіонів, до яких входить 71 муніципалітет.   
Населення становить 2 302 411 чоловік (2013). Займає площу 24 400 км².
| Бразилія | Це незавершена стаття з географії Бразилії. Ви можете допомогти проєкту, виправивши або дописавши її. |